# مورتال کامبت: آرماگدون
مورتال کامبت: آرماگدون (به انگلیسی: Mortal Kombat: Armageddon) هفتمین بخش از مجموعه بازی‌های مبارزه‌ای مورتال کامبت است که مربوط به جنگ دو برادر تیون و دیگان است که در سال ۲۰۰۶ برای کنسول‌های اکس‌باکس و پلی‌استیشن ۲، و ۲۹ مه ۲۰۰۷ برای کنسول نینتندو وی منتشر گردید.نسخه Xbox در مناطق PAL منتشر نشد. از نظر زمانی آخرین فصل در داستان اصلی Mortal Kombat، تقریباً تمام شخصیت‌های بازی‌های قبلی را نشان می‌دهد. بازیکنان یکی از آنها را انتخاب می کنند و با منتخبی از مبارزان دیگر مبارزه می کنند. داستان جنگجویی به نام تاون را دنبال می کند که پس از بیدار شدن به سفری می رود تا برادر شرور خود را شکست دهد که منجر به جنگ آرماگدون می شود تا سرنوشت دنیای مورتال کامبت را تعیین کند.
گیم پلی بسیاری از عناصر مشابه عناوین قبلی Mortal Kombat Deadly Alliance و Deception را حفظ کرده است، از جمله سبک های مبارزات متعدد شخصیت ها. به جای Fatalities تجویز شده در بازی های قبلی، بازیکنان اکنون می توانند Fatality خود را از یک سری حملات وحشتناک ایجاد کنند. آنها همچنین می توانند با استفاده از حالت "Kreate a Fighter" یک کاراکتر سفارشی طراحی کنند. این بازی همچنین شامل حالت Konquest مبتنی بر داستان از فریب است که اکنون بازیکن را به عنوان جنگجوی Taven انتخاب می کند که باید برادر شرور خود Daegon را شکست دهد. جانشین مینی بازی قبلی خود "Puzzle Kombat" "Motor Kombat" است، یک بازی رانندگی کارتونی تحت تاثیر ماریو کارت.
بازی با استقبال خوبی مواجه شد، به خصوص برای تعداد زیاد شخصیت های قابل بازی و حالت Konquest. با این حال، منتقدان از استفاده از موتور مشابه در دو بازی قبلی و همچنین سبک های بازی مشابه بین شخصیت ها انتقاد کردند. واکنش‌ها به ویژگی Fatality سفارشی بازی نیز متفاوت بود.
Armageddon آخرین بازی Mortal Kombat برای کنسول های نسل ششم و اولین بازی برای کنسول های نسل هفتم با انتشار برای Wii است. بازی بعدی این سری، عنوان کراس اوور Mortal Kombat vs. DC Universe، به طور انحصاری بر روی کنسول های نسل هفتم منتشر شد. خط داستانی اصلی این مجموعه بعداً در ریبوت Mortal Kombat در سال 2011، اولین محصول از استودیوی تازه تأسیس NetherRealm، مورد بازبینی قرار گرفت.

## گیم پلی

### سیستم مبارزه
هر شخصیت دارای دو سبک مبارزه است (به جای سه سبک که قبلاً در Deadly Alliance و Deception موجود بود)، یک دست به دست و یک سلاح. برخی از باس‌های بزرگ‌تر، مانند اوناگا، تنها یک سبک مبارزه دارند. شخصیت های دیگر مانند اسموک و موکاپ سبک اسلحه ای ندارند بلکه سبک دوم بدون سلاح دارند. آرماگدون همچنین دو سیستم مبارزه جدید را معرفی می کند: سیستم ترکیبی Air Kombat که شبیه به Air Combo سری Marvel vs Capcom است و همچنین برای اولین بار در بازی اکشن اسپین آف Mortal Kombat: Shaolin Monks نمایش داده شد. و سیستم Parry به سبک ترکیبی شکن سری Killer Instinct.
همچنین قابلیت جدید این سری قابلیت ایجاد یک Fatality است. این فیتالیتی های سفارشی یک سری دستورات ثابت هستند که بازیکنان تا پایان Fatality وارد می کنند. این روش اجرای Fatalities جایگزین Fatalities خاص شخصیت‌ها در بازی‌های قبلی Mortal Kombat می‌شود، جایی که گیمرها به سادگی یک ورودی را وارد می‌کردند و Fatality را به صورت سینمایی مشاهده می‌کردند. همانطور که بازیکن هر ورودی را اضافه می کند، زمان کمتری برای ورودی های بیشتر در نظر گرفته می شود و برخی از حرکت ها قابل تکرار نیستند. یازده سطح وجود دارد که می‌توان با کریت یک فیتالیتی به دست آورد، که پایین‌ترین آن یک Fatality پایه و بالاترین آن یک «فتالیتی نهایی» است. هرچه تعداد ورودی های Fatality بیشتر باشد، کوین های بیشتری (ارز درون بازی) به بازیکن داده می شود.

### کونکوئست
حالت Konquest در آرماگدون ترکیبی از همان حالتی است که در فریب دیده می شود با عناصری که از عنوان ماجراجویی اسپین آف Mortal Kombat: Shaolin Monks به عاریت گرفته شده است. محور داستان تاون و دایگون است، دو برادری که در انیمیشن معلق قرار گرفتند، زیرا مادرشان دلیا (یک جادوگر) و پدرشان آرگوس (خدای محافظ ادنی) یک رویداد فاجعه‌بار توسط مبارزان مورتال کمبت را پیش‌بینی کرده بودند. بیداری آنها به حالت Konquest منجر می شود که به نوبه خود به بازی استاندارد بازی منجر می شود.
Taven قهرمان اصلی است که بازیکن در Konquest کنترل می کند، در حالی که Daegon، برادرش، آنتاگونیست اصلی است که با شرورانی مانند Shinnok و Red Dragon Clan نقشه می کشد تا هم برادرش و هم Blaze را نابود کند تا به خدایی کامل برای خود دست یابد. برخی از سلاح‌ها گاهی اوقات در حالت Konquest در دسترس هستند، که به نظر می‌رسد بسیار شبیه سلاح‌های موجود در راهبان شائولین هستند. یادگارهای مختلفی را می توان جمع آوری کرد، یکی برای هر کمبتانت (به جز Taven، Chameleon، دو مبارزی که بازیکن می تواند در نسخه PS2 ایجاد کند، و علاوه بر آن Khameleon در نسخه Wii)، در طول این حالت. Konquest لباس های جایگزین شخصیت ها و سایر جوایز را در بقیه بازی باز می کند، در حالی که با تکمیل موفقیت آمیز Konquest به طور کامل قفل Taven را برای بازی آرکید باز می کند. گوشت، Daegon و Blaze را می توان با جمع آوری آثار به اندازه کافی باز کرد.

### ساخت یک مبارز
علاوه بر انتخاب بیش از 60 شخصیت، Armageddon به بازیکنان توانایی ایجاد، طراحی و استفاده از مبارزان جدید در بازی را می دهد. از تعداد گزینه ها، به طور بالقوه هزاران ترکیب مختلف موجود است. در طول تولید، بازی حداقل 14 کلاس شخصیت مختلف را ارائه می‌کرد، که شامل انسان‌ها، تارکاتان‌ها، مزدوران، اعضای اژدهای سیاه، نینجاها، نینجاهای رترو و غیره می‌شد. با این حال، پس از انتشار بازی، تنها یک پیش تنظیم برای دو جنس، Sorcerer به Male و Tarkatan به Female در دسترس بود. اگرچه لباس های هر کلاس هنوز در دسترس است، اما باید به صورت جداگانه قفل آن باز شود و نمی توان آن را از پیش تنظیم کرد. تمام این تنظیمات از پیش تعیین شده را می توان با باز کردن قفل هر تکه لباسی که آن کلاس را تشکیل می دهد، باز کرد. سپس از پیش تعیین شده در زیر منوی از پیش تعیین شده ظاهر می شود.
بازیکنان می‌توانند با تغییر پوزهای پوز/پیروزی و تخصیص حملات مختلف (از قبل نام‌گذاری شده) به دکمه‌های کنترلر، سبک مبارزه منحصر به فردی به شخصیت خود ببخشند. طیف وسیعی از شمشیرها و تبرها (تنها سلاح های موجود) و حرکات ویژه برای انتخاب وجود دارد. اکثر حرکات و آیتم های لباس باید با کوین های به دست آمده در حالت های دیگر بازی خریداری شوند، اگرچه برخی از حرکات و آیتم ها از ابتدا به صورت رایگان در دسترس هستند. همچنین می توان به مبارزان خط داستانی خود را داد. اگر بازیکنی از خلقت خود برای به پایان رساندن یک بازی تک نفره استفاده کند، پایانی را که بازیکن برای او طراحی کرده است می بیند، اگرچه پایان تقریباً پس از دوازده سطر قطع می شود یا اگر خط آخر از یک کلمه تشکیل شده باشد. آنها همچنین می توانند در بازی های چند نفره و آنلاین با استفاده از قابلیت آنلاین پلی استیشن 2 یا ایکس باکس لایو استفاده شوند. مطابق با دیگر بازی‌های آنلاین فعال در ایکس‌باکس، بازی چند نفره در Xbox Live تا ۱۵ آوریل ۲۰۱۰ در دسترس بازیکنان بود. Mortal Kombat Armageddon اکنون دوباره به‌صورت آنلاین در سرورهای جایگزین Xbox Live به نام Insignia قابل پخش است. پایانی که بازی نشان می دهد همان متنی است که بازیکن به عنوان بیوگرافی مبارز وارد می کند.

### موتور کمبت
مینی بازی در Mortal Kombat: Armageddon "Motor Kombat" نام دارد. درست به این نام، اد بون آن را با ماریو کارت در شماره سپتامبر 2006 مجله رسمی ایکس باکس مقایسه کرد. هر یک از شخصیت ها دارای کارت کارت سفارشی و همچنین حرکات ویژه خود هستند. شخصیت‌های Motor Kombat سبک کارتونی «فوق تغییر شکل» خود را که در حالت «Puzzle Kombat» Deception معرفی شده بود حفظ می‌کنند. همچنین شامل تلفات مبتنی بر سبک برای شخصیت ها و تله های مرگ می شود. ماشین ها بر اساس ظاهر و شخصیت شخصیت ها ساخته شده اند. به عنوان مثال، ماشین باراکا دارای تیغه هایی در سپر جلو به عنوان ادای احترام به تیغه های ساعد باراکا است و ماشین اسکورپیون به عنوان ادای احترام به Fatality "Toasty" او توسط یک جمجمه آتش سوز نیرو می گیرد.
Motor Kombat دارای قابلیت بازی آنلاین و همچنین پشتیبانی آفلاین برای حداکثر چهار بازیکن (دو بازیکن در نسخه PS2) با نمایشگر تقسیم صفحه است. در این بازی، بازیکنان می‌توانند حریفان خود را به تله‌های مرگ مختلفی مانند وردنه‌ها، سنگ‌ها، سنگ شکن‌ها، غارهای برفی لغزنده پر از استالاگمیت و گودال‌های بی‌پایان بکشند. فهرست شخصیت‌های Motor Kombat عبارتند از Scorpion، Sub-Zero، Bo' Rai Cho، Jax، Baraka، Raiden، Kitana، Mileena، Cyrax و Johnny Cage.

## طرح
در Edenia، جادوگر دلیا چشم اندازی از آینده دارد که در آن نیروهای خیر و شر در نبرد نهایی Mortal Kombat که تهدید به پایان دادن به همه قلمروها است، درگیر خواهند شد. در تلاشی برای حفظ قلمروها، آرگوس (خدای بزرگ) دلیا، هرمی را می‌سازد که نبرد در آن رخ می‌دهد و پسرانش، تاون و دایگون، را در غارها به حالت خفته در می‌آورد. دلیا به عنصر اصلی خود، بلیز، دستور می دهد تا به اژدهایان خود علامت دهد تا درست قبل از شروع نبرد نهایی، آنها را بیدار کنند.
در آینده، Taven توسط اژدهای خود Orin در Earthrealm بیدار می شود و به او گفته می شود که او و Daegon در تلاش خود با یکدیگر رقابت خواهند کرد. تاون که می‌خواهد با پدرش صحبت کند، به معبد پدرش تله‌پورت می‌کند و با چند نفر از اعضای اژدهای سیاه و همچنین جنگجویان مرموز قرمزپوش مبارزه می‌کند تا آنجا را خالی از سکنه پیدا کند. او در نهایت پیامی را پیدا می کند که آرگوس برای او و دایگون گذاشته است مبنی بر اینکه آنها برای گرفتن جای او به عنوان یک خدای بزرگ با شکست دادن بلیز رقابت خواهند کرد و او برای هر یک از آنها اسلحه گذاشته است. وقتی تاون متوجه می‌شود که هر دو اسلحه گم شده‌اند، ناگهان توسط سکتور مبهوت می‌شود. با وجود زندانی شدن در کشتی جنگی تکونین، تاون موفق می شود خود را آزاد کند و سکتور را شکست دهد و سپس به پورتال اورین فرار کند.
تاون سپس به معبد مادرش در کوهستان سفر می کند، جایی که او زرهی برای دیگون و خودش گذاشته است. پس از رسیدن به معبد، Taven متوجه می شود که توسط Lin Kuei اشغال شده است و مجبور می شود از طریق قاتلان آنها از جمله Frost و Grand Master Sub-Zero مبارزه کند. پس از شکست دادن دومی، تاون زره خود را پس می گیرد و به زودی توسط دارک لین کوئی مورد حمله قرار می گیرد. در کنار ساب زیرو، تاون پس از مبارزه با اسموک و نوب سایبات، مهاجمان را شکست می دهد. با کمک تاون، ساب زیرو هویت جنگجویان مرموزی را که به عنوان اژدهای سرخ به او حمله می‌کنند، فاش می‌کند و اینکه آنها در خارج از کوه Charred مستقر هستند.
پس از سفر از طریق پورتال، تاون مجبور به مبارزه با فوجین می شود که دومی به او هشدار می دهد که به ادنیا بازگردد. تاون با اکراه خدای باد را شکست می دهد و به سمت قلعه اژدهای سرخ پیش می رود و دایگون را می یابد که اکنون بسیار مسن تر است. علیرغم اتحاد مجدد، دایگون خود را به عنوان رهبر اژدهای سرخ نشان می دهد و قصد دارد تاون را بکشد تا ابتدا بلیز را بکشد. Taven سپس با چندین دشمن مبارزه می کند و در نهایت کارو اژدهای Daegon را که زندانی و آزمایش شده بود، پیدا می کند. پس از آزاد شدن، کارو فاش می‌کند که به‌طور تصادفی دیگون را زودتر از زمان برنامه‌ریزی شده از خواب بیدار کرده است که منجر به این شد که پس از فهمیدن ماهیت واقعی مسابقه، دایگون به دنبال آرگوس و دلیا بوده و آنها را به قتل برساند. کارو به امید جبران اشتباه خود، به تاون اطلاع می دهد که دایگون به Netherrealm رفته و پشت سر می ماند تا دژ اژدهای سرخ را نابود کند.
تاون با رسیدن به Netherrealm، قبل از اینکه متوجه حمله لی می شینوک شود، کمین درهمین را دفع می کند. تاون با این باور که او هنوز یک خدای بزرگ است، به دفاع از شینوک می‌آید و بعداً مأمور می‌شود در ازای پاسخ‌گویی به محل اختفای دایگون، به بازپس گیری Spire او کمک کند. پس از اینکه تاون هاویک، شیوا و کینتارو را شکست داد، شینوک تاج و تخت خود را پس می گیرد و به تاون اطلاع می دهد که دایگون به Earthrealm بازگشته و او را به آنجا منتقل می کند. با این حال، مشخص می شود که شینوک در واقع به Daegon کمک می کند و به سایر رزمندگان از جایزه مسابقه اطلاع داده است تا تمام رقبا را حذف کند.
پس از بازگشت به غار اورین، تاون او را در اثر حمله کوان چی مجروح مرگبار می یابد. در آستانه مرگ، اورین پورتال کوان چی را باز نگه می دارد تا از ماندن تاون در غار با او جلوگیری کند. تاون با عهد انتقام از پورتال عبور می کند و به کاخ شائو خان در Outworld می رسد. تاون پس از رسیدن به سیاه چال‌های قصر، می‌جنگد و میلینا را شکست می‌دهد و با شوجینکو اسیر روبرو می‌شود که او را از ملاقاتی در اتاق تاج و تخت شائو کان مطلع می‌کند. پس از مبارزه از طریق گورو و ریکو، تاون به جلسه بین کوان چی، شانگ سونگ، اوناگا و شائو خان می رسد و در آنجا با اتحادی موافقت می کنند تا جایزه مسابقات را قبل از انتقال خود به هرم آرگوس در اختیار بگیرند. با این حال، تاون قبل از اینکه بتواند دنبال کند، با رایدن مواجه می‌شود که فاش می‌کند با شائو خان قراردادی بسته است تا در ازای استقلال Earthrealm به او کمک کند. تاون که از خیانت رایدن شوکه شده است، قبل از بردن پورتال کوان چی به ادنیا، او را شکست می دهد.
پس از عبور از پورتال، Taven قبل از اینکه با Daegon مواجه شود، با اسکورپیون مبارزه می کند و شکست می دهد. با این حال، قبل از اینکه بتوانند مبارزه کنند، توسط The Evil Blaze که به آنها اطلاع می دهد که رقابت خراب شده است و در مکان اشتباهی مبارزه می کنند، آنها را قطع می کند. تاون و دایگون با انتقال به لبه دهانه در یک نبرد نهایی شرکت می کنند. اگرچه تاون در نهایت دایگون را می‌کشد، اما از تلاش ناامید می‌شود و تا زمانی که بلیز ماهیت واقعی کوئست را فاش نکند، از ادامه کار خودداری می‌کند.
با تمام مبارزان درگیر در مورتال کمبت در دهانه، بلیز نشان می دهد که مرکز آخرالزمان خواهد بود، مگر اینکه تلاش انجام شود. با توجه به اینکه زره‌های مربوطه آنها کاتالیزور پایان آرماگدون هستند، فقط Taven و Daegon هستند که می‌خواهند بلیز را با یکی از دو نتیجه شکست دهند که بسته به اینکه کدام برادر اول تلاش را انجام داده است، تمام جنگجویان را نابود می‌کند یا قدرت و توانایی‌ها را از آنها سلب می‌کند.
تاون با پس گرفتن شمشیر خود از برادر سقوط کرده اش، از طریق یک پورتال سفر می کند و برای مقابله با بلیز به سمت بالای هرم می جنگد. تاون موفق می شود بلیز را شکست دهد و به یک خدای بزرگ تبدیل شود. با این حال، هیچ نتیجه ای رخ نمی دهد و در عوض قدرت جنگنده ها افزایش می یابد. تاون عهد می کند که از موقعیت خود به عنوان خدای بزرگ برای یافتن راه حل دیگری برای جلوگیری از آرماگدون استفاده کند.
این پایان با انتشار Mortal Kombat (2011) غیر معمولی تلقی شد. در پایان کانن، تاون کشته می شود و شائو کان کسی است که بلیز را شکست می دهد و به او قدرت های خداگونه می دهد. رایدن، تنها بازمانده دیگر آرماگدون، توسط شائو کان به طرز وحشیانه ای مورد ضرب و شتم قرار می گیرد. اما قبل از اینکه شائو کان بتواند ضربه مرگبار را وارد کند، رایدن برای جلوگیری از شائو پیامی به گذشته خود می فرستد: "او باید برنده شود."

## شخصیت‌ها
نسخه‌های پلی‌استیشن ۲ و ایکس‌باکس آرماگدون شامل ۶۲ مبارز (و همچنین دو اسلات اضافی برای شخصیت‌های ساخته‌شده توسط کاربر) است که بیشترین تعداد بازی‌های جنگنده مورتال کمبت یا مسابقات تا به امروز است. فقط دو شخصیت، Daegon و Taven، تازه وارد این سری شده‌اند، در حالی که Sareena اولین بازی خود را روی کنسول‌های غیرقابل حمل انجام می‌دهد، و Meat اولین کاراکتر خود را به عنوان یک شخصیت قانونی انجام می‌دهد. نسخه Wii شامل تمام شخصیت‌های اصلی هر دو نسخه اصلی و همچنین شخصیت انحصاری Khameleon از پورت Nintendo 64 Mortal Kombat Trilogy است که فهرست را به 63 افزایش می‌دهد.
شخصیت‌های قابل بازی با پررنگ، شخصیت‌های بازگشتی با طرح‌های جدید یا شخصیت‌های کاملاً جدید در سری هستند. بقیه مدل های شخصیت فهرستی از Deadly Alliance، Deception و Shaolin Monks بازیافت شده اند.
| شخصیت ها     |
| ------------ |
| Ashrah       |
| Baraka       |
| Blaze        |
| Bo' Rai Cho  |
| Chameleon    |
| Cyrax        |
| Daegon       |
| Dairou       |
| Darrius      |
| Drahmin      |
| Ermac        |
| Frost        |
| Fujin        |
| Goro         |
| Havik        |
| Hotaru       |
| Hsu Hao      |
| Jade         |
| Jarek        |
| Jax          |
| Johnny Cage  |
| Kabal        |
| Kai          |
| Kano         |
| Kenshi       |
| Khameleon    |
| Kintaro      |
| Kira         |
| Kitana       |
| Kobra        |
| Kung lao     |
| Lei Mei      |
| Liu kang     |
| Mavado       |
| Meat         |
| Mileena      |
| Mokap        |
| Moloch       |
| Motaro       |
| Night Wolf   |
| Nitara       |
| Noob Sai Bot |
| Onaga        |
| Quan chi     |
| Raiden       |
| Rain         |
| Reiko        |
| Reptile      |
| Sareena      |
| Scorpion     |
| Sektor       |
| Shang Tsung  |
| Shao Kahn    |
| Sheeva       |
| Shinnok      |
| Shujinko     |
| Sindel       |
| Smoke        |
| Sonya Blade  |
| Stryker      |
| Sub Zero     |
| Tanya        |
| Taven        |

## توسعه
آرماگدون شامل تک‌تک جنگنده‌های قابل بازی از شش قسمت اصلی بازی‌های مبارزه‌ای فرنچایز و نسخه‌های ارتقا یافته آن‌ها است، بدون احتساب بازی‌های ماجراجویی مانند نیروهای ویژه و راهبان شائولین. Khameleon، یک شخصیت مخفی از نسخه Nintendo 64 از Mortal Kombat Trilogy (با آفتاب پرست مرد اشتباه نشود) در نسخه های PlayStation 2 و Xbox Armageddon غایب بود، اما به دلیل تقاضای طرفداران به فهرست شخصیت های نسخه Wii اضافه شد.
ویژگی "Krypt" در حالت داستانی بازی شامل یک ویدیوی مفهومی استفاده نشده از بیوگرافی Ermac's MK: Deception بود که قرار بود اولین سری از بیوس های متحرک باشد، اما دیگر ساخته نشد. تنها هفده کاراکتر در آرماگدون بیوگرافی رسمی تصاویر ثابت دریافت کردند.

## انتشار
نسخه پلی استیشن 2 در 9 اکتبر 2006 در فروشگاه ها منتشر شد، در حالی که نسخه ایکس باکس در 16 اکتبر و نسخه Wii در 29 می 2007 در آمریکای شمالی منتشر شد. نسخه Xbox در مناطق PAL منتشر نشد. بعداً به عنوان بخشی از Mortal Kombat Collection در 29 سپتامبر 2008 برای پلی استیشن 2 منتشر شد.
نسخه «Premium» در آمریکای شمالی برای پلی‌استیشن 2 منتشر شد که حاوی محتوای زیر در یک جعبه فولادی بود: یک دی‌وی‌دی جایزه 60 دقیقه‌ای با مستند History of Fatalities و ویدیوهای جدید برای بیش از 50 کاراکتر، یک سلسله انیمیشن از روی جلد با امضای خالق Ed Boon، و یک دیسک آرکید 3 کامل بر روی دیسک اصلی کومبتیم. چهار نوع طراحی بسته بندی وجود دارد که برخی از آنها منحصر به فروشگاه های خاص هستند که دارای مجموعه شخصیت های مختلف یا نشان اژدهای Mortal Kombat هستند.
نسخه Wii Armageddon دارای یک سیستم کنترل جدید مبتنی بر حرکت به همراه سازگاری با کنترلرهای کلاسیک و GameCube است. دارای یک حالت استقامتی جدید، یک حالت آموزش از راه دور Wii، صفحه نمایش منوهای جدید و Khameleon به عنوان یک شخصیت قابل بازی است. با این حال، این نسخه دارای ویژگی های آنلاین نیست.